# 대전사

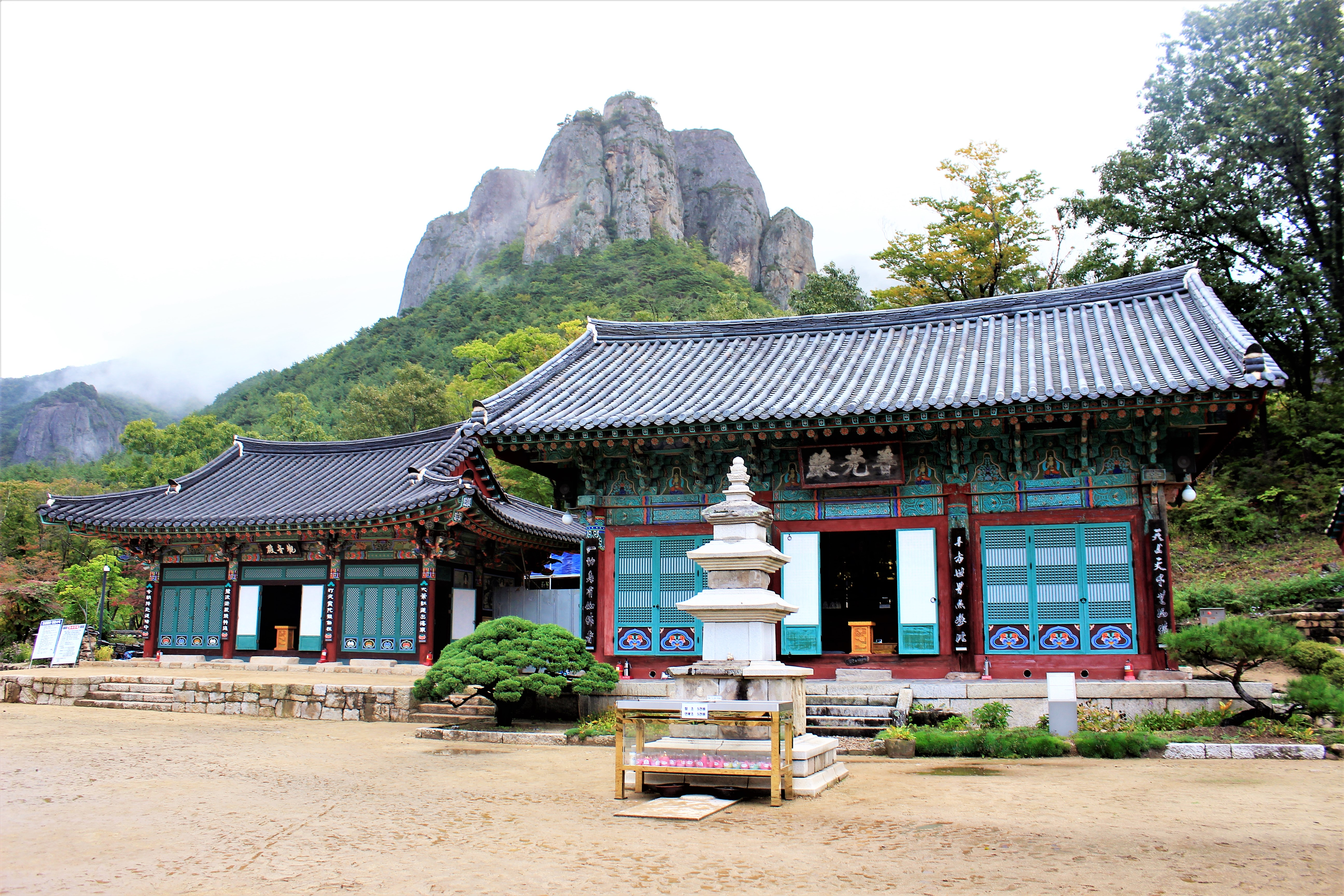
보광전과 주왕산의 모습.

대전사(大典寺)는 경상북도 청송군 주왕산면 주왕산에 있는 절이다. 주왕산국립공원 입구에 위치해 있으며 2.2km 떨어진 용추폭포까지의 구간에서 주왕산의 절경을 느낄 수 있다.
신라 문무왕 12년(서기 672년)에 기암이 올려다보이는 남쪽 공간에 의상대사가 창건하였다고 전하여 오는데, 임진왜란 당시 대부분 전각이 소실되어 조선 현종 13년(1672년)에 중건하였다. 919년(태조 2년)에 주왕(周王)의 아들이 창건하였다는 설도 있다. '화엄경'이라는 큰 법전이 있다.

## 같이 보기
- 청송 대전사 보광전
- 청송 대전사 신중도